# Bemlos longisetis
Bemlos longisetis is een vlokreeftensoort uit de familie van de Aoridae. De wetenschappelijke naam van de soort is voor het eerst geldig gepubliceerd in 2006 door Ren.